# Mario Mammone
Mario Mammone (* 16. August 1959 in Kalabrien, Italien) ist ein deutscher Jazz-Gitarrist italienischer Herkunft.
Mario Mammone wuchs im saarländischen Saarlouis auf und studierte ab 1977 Elektrotechnik an der Universität in Siegen und ab 1987 Musik an der Hogeschool voor de kunsten in Arnheim bei Tony Scott, Jasper van’t Hof und Mike Stern. Seit 1985 ist er als Jazzmusiker aktiv, u. a. mit dem Trio lirico (mit Johannes Lemke und Jan Flubacher), dem Quartett Lühning (mit Inga Lühning, Helmuth Fass und Christian Thomé), dem TrioReale (mit Michael Nüchtern und Peter Kara) und dem eigenen Sextett jip (mit Sebastian Räther, Yonga Sun, David Zernack, Torsten Lehmen und René Klement). Daneben arbeitet er im Gitarrentrio mit Werner Hucks und Peter Autschbach sowie mit Ron Williams, Jan Vering und Willie Thomas.

## Namensbedeutung
Mammone ist das italienische Wort für „Muttersöhnchen“.

## Diskographie
- We Love Jazz, 1995
- miniature, 1995
- balli, 1997
- Sweets For My Sweet, 1998
- tre, 2001
- Lühning, 2001
- sussurro, 2003